# Józef Michalik
Józef Michalik, né le 20 avril 1941 à Zambrów, est un évêque catholique de nationalité polonaise, archevêque de Przemyśl de 1993 à 2016 et président de la conférence épiscopale polonaise de 2004 à 2014.